# Lecionário 2137
O Lecionário 2137 (designado pela sigla ℓ 2137 na classificação de Gregory-Aland) é um antigo manuscrito do Novo Testamento, paleograficamente datado do Século XII d.C.[a]
Este codex contém lições dos evangelhos de Mateus, Marcos, Lucas e João (conhecido como Evangelistarium), mas com lacunas. Este manuscrito foi escrito em minúsculas e as nomina sacra foram abreviadas. As letras iniciais de cada página são decoradas[a]. Foi escrito em grego, e actualmente se encontra no Museu da Bíblia da Universidade de Münster.